# Pachysphinx
Pachysphinx ist eine Gattung der Schmetterlinge aus der Familie der Schwärmer (Sphingidae). Die Gattung ist auf dem nordamerikanischen Kontinent beheimatet.

## Merkmale
Die Falter haben einen kräftigen Körperbau und eine lebhafte braune und graue Flügelmusterung. Die Außenränder der Vorderflügel sind stark ausgekehlt. Die Hinterflügel sind rötlich pink und tragen einen auffälligen blauen Fleck im Analwinkel. Die Hinterflügel werden in Ruhestellung durch die Vorderflügel verdeckt und bei Störung zur Abschreckung blitzartig gezeigt. Wie auch bei anderen Arten der Tribus Smerinthini sind die Mundwerkzeuge der Falter stark zurückgebildet und wahrscheinlich nicht funktionsfähig.
Die verhältnismäßig großen Raupen haben eine limettengrüne Grundfarbe und tragen seitlich des Rückens je eine Reihe weißer Längsstreifen, von denen der letzte und kräftigste bis zum Analhorn reicht.

## Vorkommen und Lebensweise
Die Gattung ist nearktisch vom Süden Kanadas bis in den Norden Mexikos verbreitet.

## Systematik
Weltweit sind drei Arten der Gattung bekannt:
- Pachysphinx modesta (Harris, 1839)
- Pachysphinx occidentalis (Edwards, 1875)
- Pachysphinx peninsularis Cary, 1963

Die taxonomische Stellung der Subtaxa ist bisher noch nicht vollständig geklärt. So wurde von Eitschberger vorgeschlagen, die Population von Pachysphinx occidentalis aus dem Südwesten der Vereinigten Staaten als eigenständige Art anzuerkennen und mit dem bisher als Synonym betrachteten Namen Pachysphinx imperator zu benennen.

## Belege